# Lahn (Hümmling)
Lahn ist eine Gemeinde in der Samtgemeinde Werlte im Osten des Landkreises Emsland in Niedersachsen (Deutschland).

## Geografie

### Geografische Lage
Lahn liegt im Emsland ein paar Kilometer östlich der Geesthügel des Hümmling. Die Gemeinde befindet sich südwestlich von Werlte zwischen der Nordradde und Mittelradde.

### Nachbargemeinden
Nachbargemeinden sind im Norden und im Osten die Gemeinden Werlte, im Süden die Gemeinde Lähden in der Samtgemeinde Herzlake und im Westen die Gemeinden Hüven und Sögel in der Samtgemeinde Sögel.

## Geschichte
Von Lahn wird angenommen, dass die erste Besiedelung bereits vor der ersten Jahrtausendwende erfolgte; mehrere Stein- und Hügelgräber weisen auf eine uralte Siedlung hin. Erstmals urkundlich erwähnt wird Lahn in der Freibauernurkunde von 1394. Sie beschreibt die Abtrennung des Hümmlings vom Herrschaftsgebiet der Grafen von Tecklenburg. Wortlaut: „… Ludeke Srappers und Willeken söne to Löhn, …“
In einem Verzeichnis über die lehnshörigen Höfe des Kirchspiels Werlte, das Forscher auf das 11. Jahrhundert datieren, werden dagegen schon drei Höfe genannt, die Lahn zuzuordnen sind. Eine genaue Angabe ist hier also nicht zu machen. Die erste Steuerliste mit den Namen der Bewohner Lahns stammt aus dem Jahre 1498/1499.
Lahn bestand aus 13 vollerbigen Höfen, von denen jedoch schon ein Hof im 16. Jahrhundert als verarmt bezeichnet wird. Sieben dieser Höfe betreiben noch heute Landwirtschaft im Vollerwerb und können auf eine bis zu 500-jährige Hofgeschichte zurückblicken.
Lahn besitzt die typische Form eines alten Haufendorfes, wobei diese Struktur auch heute noch weitestgehend erhalten geblieben ist.
Der Lahner Schützenverein e. V. wurde 1883 gegründet und feierte im Jahr 2008 sein 125-jähriges Bestehen.

### Sondermunitionslager Lahn
Von 1963 bis 1992 bestand auf dem Gemeindegebiet das Sondermunitionslager Lahn für Atomwaffen, allgemein als „Atomwaffenlager Lahn“ bekannt. Das 170 ha große Gelände lag nördlich des Dorfes Lahn. Der Zugang zum Atomwaffenlager Lahn war in den 1980er Jahren mehrfach Schauplatz von Demonstrationen der Friedensbewegung, insbesondere von Pax Christi.

### Namensherkunft
Bedeutung des Ortsnamens „Lahn“: niederdeutsch: to de Laen = „zu“ oder „bei den Gehölzen“

## Politik

### Gemeinderat
Der Rat der Gemeinde Lahn besteht aus neun Ratsfrauen und Ratsherren. Dies ist die festgelegte Anzahl für die Mitgliedsgemeinde einer Samtgemeinde mit einer Einwohnerzahl zwischen 500 und 1.000 Einwohnern. Die neun Ratsmitglieder werden durch eine Kommunalwahl für jeweils fünf Jahre gewählt. Die aktuelle Amtszeit begann am 3. November 2021 und endet am 31. Oktober 2026.
Die letzte Kommunalwahl vom 12. September 2021 ergab das folgende Ergebnis:
- CDU – 8 Sitze
- Die PARTEI – 1 Sitz

### Bürgermeister
Ehrenamtlicher Bürgermeister der Gemeinde ist Bernhard Winkler (CDU). Die stellvertretenden Bürgermeister sind Wilhelm Hüntelmann (CDU) und Hans-Georg Menke. Vorheriger Bürgermeister war Joseph Thesing.

### Wappen
Über einem roten Schildfuß, mit einem silbernen, aus einem Deckstein und zwei Stützsteinen bestehenden Steingrab, befinden sich drei aus einem Stiel wachsende grüne Eichenblätter auf goldenem Feld.
Das Hünengrab, das auf die vorgeschichtlichen Wurzeln der heutigen Gemeinde Lahn hinweist, befindet sich an der Straße nach Hüven. Die drei Eichenblätter symbolisieren die mögliche Bedeutung des Ortsnamens Lahn. Die Farben Rot und Gold wurden gewählt, um die vielfältigen Verbindungen zur Samtgemeinde Werlte darzustellen. Des Weiteren waren dieses die Farben des alten Klosters Corvey, dem der Hümmling im Mittelalter zehntpflichtig war.

## Persönlichkeiten
- Bernhard Köster (* 20. Oktober 1869, † 23. Juni 1944 in Bad Iburg), deutscher römisch-katholischer Priester und Schriftsteller